# Ja, se fruntimmer!
Ja, se fruntimmer! är en amerikansk komedifilm från 1942 i regi av Mitchell Leisen. Filmen nominerades till tre Oscar i kategorierna bästa foto, bästa musik och bästa scenografi. Den vann dock inte i någon kategori.

## Handling
Målaren Tom Verney tar jobb som sekreterare hos den tuffa reklamchefen A.M. MacGregor. Tillsammans försöker de vinna ett kontrakt åt ett tobaksbolag.

## Rollista
- Rosalind Russell - A.M. MacGregor
- Fred MacMurray - Tom Verney
- Macdonald Carey - Jonathan Caldwell
- Constance Moore - Ethel Caldwell
- Robert Benchley - Atwater
- Charles Arnt - Fud Newton
- Cecil Kellaway - George
- Kathleen Howard - Minnie
- Margaret Seddon - Judy
- Dooley Wilson - Moses